# ケルン行政管区
ケルン行政管区（ドイツ語：Regierungsbezirk Köln）は、ドイツ連邦共和国ノルトライン＝ヴェストファーレン州南西部に位置する行政管区である。区都はケルン。

## 構成

行政管区の紋章

ケルン行政管区は4つの郡独立市と8つの郡からなる。

### 郡独立市
- アーヘン
- ボン
- ケルン
- レーヴァークーゼン

### 郡
| - アーヘン郡 - デューレン郡 - オイスキルヒェン郡 - オーバーベルギッシャー郡 - ライン＝エアフト郡 - ライン＝ジーク郡 - ライニッシュ＝ベルギッシャー郡 - ハインスベルク郡 |